# ابرخوشه برساوش-گاو
ابرخوشه پرسئوس گاو (SCl 40) یکی از بزرگترین سازه‌های شناخته شده در جهان است. حتی در فاصله ۲۵۰ میلیون سال نوری، این زنجیره خوشه‌های کهکشانی بیش از ۴۰ درجه در آسمان زمستان شمالی گسترش می‌یابد. ابرخوشه پرسئوس گاو یکی از دو غلظت غالب کهکشان‌ها است (که یکی دیگر از آنها ابرخوشه لانیکایا است) در جهان نزدیک (در حدود ۳۰۰ میلیون سال نوری). این ابرخوشه نیز با خالی برجسته، خالی برج ثور، خاتمه می‌یابد. این ابرخوشه همچنین بخشی از فیلیپس پروسیوس پگاسوس است که حدود یک میلیارد سال نوری را گسترش می‌دهد و در حال حاضر بزرگترین ساختار شناخته شده در جهان است.

## خوشه
خوشه‌های اصلی ابرخوشه پرسئوس گاو عبارتند از Abell 262، Abell 347، Abell 426.